# Volker Kieber
Volker Kieber (* 12. September 1962) ist ein deutscher Kommunalpolitiker (CDU). Seit 2014 ist er Bürgermeister bzw. Oberbürgermeister von Bad Krozingen. Zuvor war er von 2004 bis 2014 Bürgermeister von Gottenheim.

## Leben
Kieber machte 1982 das Abitur am Theodor-Heuss-Gymnasium Esslingen. Anschließend absolvierte er den Wehrdienst bei der Luftwaffe in Leipheim, Fürstenfeldbruck und Memmingen. Von 1983 bis 1987 studierte er an der Hochschule für Forstwirtschaft Rottenburg. Er schloss das Studium als Diplom-Forstingenieur (FH) ab. Von 1988 bis 1994 arbeitete Kieber als Leiter der Forstbezirke Waldenburg und Unterheimbach bei der Fürstlichen Forstverwaltung Hohenlohe-Waldenburg. Von 1994 bis 2004 war er als Stadtforstoberamtsrat von Freiburg im Breisgau und Leiter des Forstreviers Mooswald tätig.
Kieber ist verheiratet und hat zwei Kinder.

## Politik
Im Juni 2004 wurde Kieber mit großer Mehrheit im ersten Wahlgang zum Bürgermeister von Gottenheim gewählt. 2012 wurde er mit 99 Prozent der Stimmen für eine zweite Amtszeit wiedergewählt.
Im November 2013 trat Kieber bei der Bürgermeisterwahl in Bad Krozingen im zweiten Wahlgang an, nachdem Amtsinhaber Ekkehart Meroth (CDU) nach dem ersten Wahlgang seine Bewerbung zurückgezogen hatte. Im zweiten Wahlgang am 10. November 2013 wurde er mit 89,5 Prozent der Stimmen zum Bürgermeister gewählt. Am 19. Januar 2014 trat er sein Amt an. Seit 2004 ist er Regionalrat und damit Mitglied der Verbandsversammlung des Verbands Region Südlicher Oberrhein. Bei den Kommunalwahlen in Baden-Württemberg 2014, 2019 und 2024 wurde Kieber als Stimmenkönig im Landkreis für die CDU in den Kreistag des Landkreis Breisgau-Hochschwarzwald gewählt. Bei der Bürgermeisterwahl am 24. Oktober 2021 wurde er im ersten Wahlgang mit 94,41 Prozent der Stimmen für eine zweite Amtszeit wiedergewählt. Seit der Erhebung Bad Krozingens zur Großen Kreisstadt am 1. Januar 2025 trägt er die Amtsbezeichnung Oberbürgermeister. Im August 2025 gab er in einem öffentlichen Statement bekannt, dass er der CDU beigetreten ist.